# Tabakmosaikvirus
Das Tabakmosaikvirus (englisch Tobacco mosaic virus, Akronym TMV) ist ein ca. 300 nm langes und 18 nm dickes röhrenförmiges Virus, das aus einsträngiger Ribonukleinsäure von ca. 6400 Basen und aus ca. 2100 identischen Hüllproteinen besteht. Es infiziert ausschließlich Pflanzen, unter anderem Tabak, aber auch Paprika sowie Tomaten.
Das TMV erlangte geschichtliche Bedeutung, da mit ihm erstmals eine Krankheitsübertragung ohne eine Beteiligung von Bakterien nachgewiesen werden konnte.

## Geschichte
Als älteste Quellen über die Erkrankung an diesem Virus werden der Deutsche Adolf Mayer (1882) in den Niederlanden und Dimitri Iwanowski (1892) in Russland genannt. Mayer und Iwanowski wiesen nach, dass sich die Mosaikkrankheit von Tabakpflanzen durch einen bakterienfreien Extrakt aus kranken Tabakblättern auf gesunde Pflanzen übertragen lässt (horizontale Transmission). Sechs Jahre später wurde der Befund durch den Holländer Martinus Willem Beijerinck bestätigt.
1935 wurde das Virus erstmals isoliert und kristallisiert. In seinen wässrigen Lösungen fand ein Team um John Desmond Bernal 1936 flüssigkristalline Zustände, in denen die stäbchenförmigen Viren weitgehend parallel liegen. Im Jahr 1938 wiesen Gustav Adolf Kausche, Eduard Pfankuch und Helmut Ruska das Virus erstmals mit einem Elektronenmikroskop  (damals Übermikroskop genannt) als sichtbares Makromolekül nach. Die Entdeckung der Proteindoppelscheibe des TMV sowie die weitere Strukturaufklärung derartiger Nukleinsäure-Protein-Komplexe durch Aaron Klug mit der von ihm weiterentwickelten kristallographischen Elektronenmikroskopie wurde 1982 durch den Nobelpreis gewürdigt. In den 1950er Jahren zeigte Heinz Fraenkel-Conrat, dass die Virus-Nukleinsäure (RNA) und nicht das Hüllprotein die Erbinformation trägt, und 1960 gelang ihm mit seiner Arbeitsgruppe die komplette Sequenzierung des 158-Aminosäuren-TMV-Hüllproteins, das damals das größte Protein war, dessen Sequenz bekannt war.

## Wirte und Verbreitung
Das Tabakmosaikvirus verursacht die ökonomisch bedeutsame Mosaik-Krankheit des Tabaks. Es infiziert aber darüber hinaus eine große Zahl von landwirtschaftlichen Kulturpflanzen und Zierpflanzen aus mehr als neun Pflanzenfamilien. Es wird sehr leicht übertragen, z. B. durch direkten Kontakt zwischen Pflanzen, durch Pflanzensaft, bei einigen Pflanzen durch Saatgut und vor allem durch landwirtschaftliche Kulturpraktiken bei der Handhabung infizierter Pflanzen. Es ist im Gegensatz zu vielen anderen Pflanzenviren äußerst hitzestabil. Aufgrund dieser Eigenschaften ist es vermutlich eines der am weitesten verbreiteten Viren weltweit und nicht zufällig das erste beschriebene Virus überhaupt.

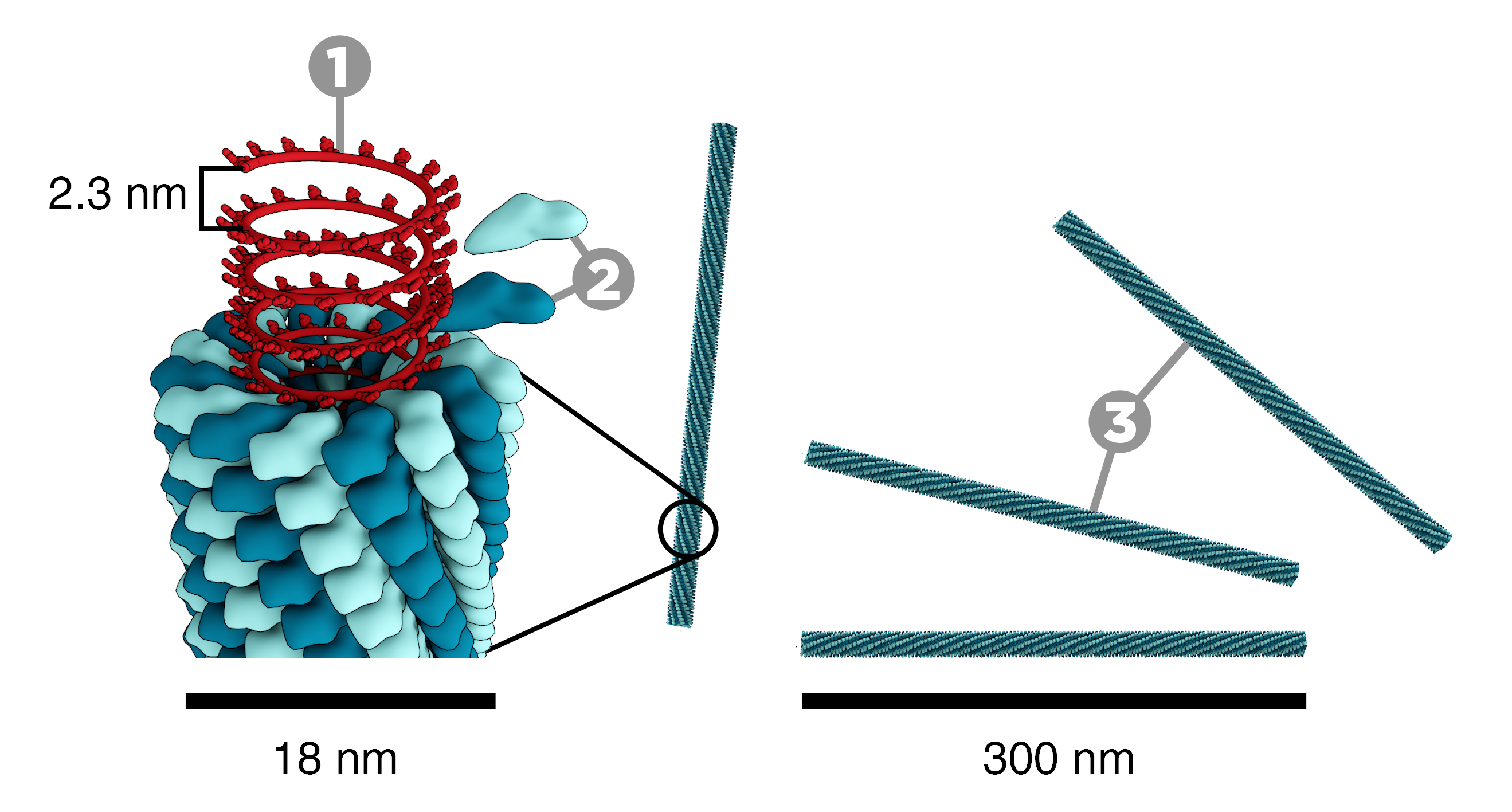
Struktur des Tabakmosaikvirus
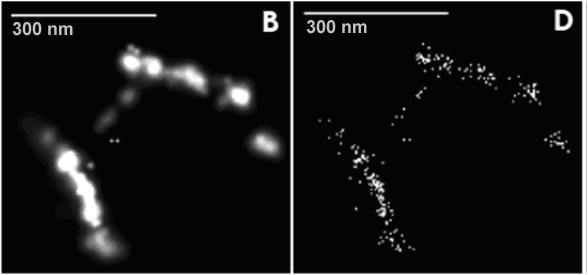
Tabakmosaikvirus (Super-Resolution Mikroskop-Aufnahme)
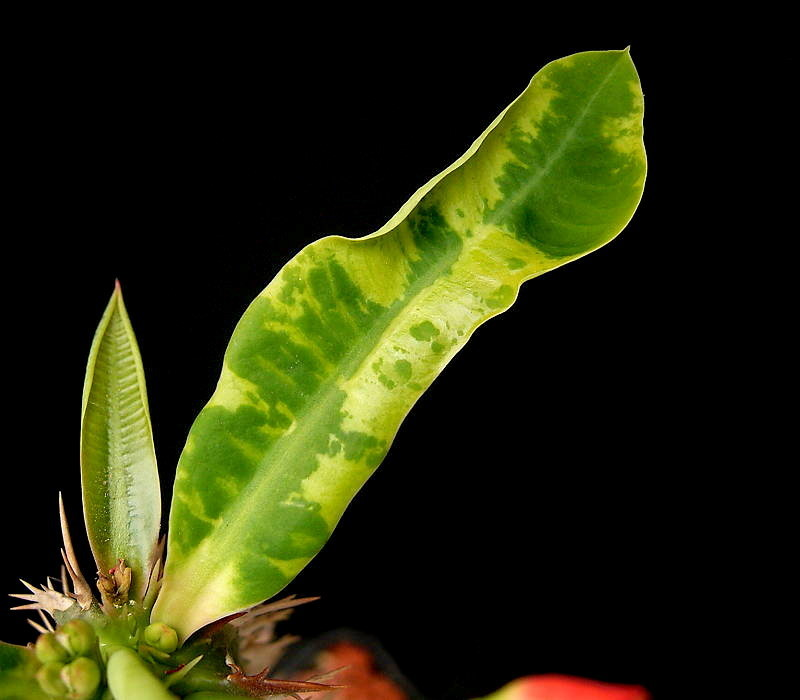
Chlorose bei Euphorbia viguieri durch das TMV

## Virusbildung durch Selbstassemblierung
TMV wurde unter anderem wegen seiner Fähigkeit zur Selbstassemblierung bekannt. Wenn man die RNA des Virus mit dessen Proteinen mischt, bildet sich auch im Reagenzglas („in vitro“) ein komplettes Virus aus. Interessanterweise ist auch das Hüllprotein ohne die RNA in der Lage, sich zu einem Virus-ähnlichen Partikel zu assemblieren. Die Zusammenlagerung der Protein-Untereinheiten hängt dabei wesentlich vom pH-Wert der Lösung und deren Ionenstärke (Salzkonzentration) ab.

## Nutzung als Biotransistor
In aktuellen Forschungsarbeiten wird das Tabakmosaikvirus als Werkzeug für neuartige elektronische Bauteile in der Nanotechnologie zur Entwicklung eines Feldeffekttransistors eingesetzt. Hierbei entsteht durch einen Biomineralisationsprozess eine Halbleiterschicht auf dem Tabakmosaikvirus.